# أخيضر الجبل الأزرق

أخيضر الجبل الأزرق (الاسم العلمي: Vireo osburni) (بالإنجليزية: Blue Mountain Vireo)‏ هو نوع من الطيور يتبع جنس الأخيضر من الفصيلة الأخيضرية.